# Heike Drechsler
Heike Gabriela Drechsler (Gera, antigua República Democrática Alemana, 16 de diciembre de 1964) es una exatleta alemana especializada en carreras de velocidad y salto de longitud. A lo largo de su carrera ganó cinco medallas olímpicas, dos de ellas de oro. En su etapa como atleta profesional medía 1'81 m y pesaba 70 kg.
Compitió con su nombre de soltera, Heike Daute, hasta 1984, cuando se casó con Andreas Drechsler.

## Inicios
Empezó a practicar atletismo cuando era niña en su ciudad natal Gera. Su primer club fue el SG Wismut Gera. En 1977 pasó al SC Motor Jena, que sería el club donde se formaría como atleta y al que perteneció hasta 1994.
Además de su talento deportivo, en su juventud fue una activa militante política, y tuvo un puesto en el Comité Central de las Juventudes Comunistas de la RDA
Heike Drechsler fue en su día un caso extraordinario de precocidad deportiva. Con solo 16 años ya saltó 6'91 en Jena, la tercera mejor marca mundial del año, y que aún hoy continúa siendo el récord mundial juvenil. Ese año fue también campeona del mundo júnior.
En 1982 fue 4.ª en salto de longitud en los Campeonatos de Europa al aire libre de Atenas, con un salto de 6'71, aunque ese mismo año saltó en Potsdam 6'98, mejorando su marca personal.

## Campeona mundial en 1983
Su irrupción como gran estrella del atletismo fue en 1983 en los mundiales de Helsinki, donde con sólo 18 años ganó la medalla de oro con un salto espectacular de 7'27, aunque el excesivo viento a favor anuló la marca. Es la campeona mundial más joven de todas las ediciones de los mundiales disputadas hasta hoy. 
En esta competición Drechsler derrotó a la rumana Anisoara Stanciu, que ese mismo año había batido el récord mundial en Bucarest por tres ocasiones, hasta dejarlo en 7'43. Como dato curioso decir que la medalla de bronce fue para la estadounidense Carol Lewis, hermana del atleta Carl Lewis.
En este año 1983 la mejor marca con viento legal de Drechsler fue de 7'14, hecha en Bratislava.
En 1984 era la gran favorita (junto a Stanciu) para ganar la medalla de oro en los Juegos Olímpicos de Los Ángeles, pero el boicot de su país a estos Juegos le impidió acudir. En su ausencia la rumana Stanciu se alzó con la medalla de oro. 
El 26 de julio de ese año demostró que pese a todo era la mejor, saltando 7'40 en Dresde, acercándose mucho al récord del mundo.

## Plusmarquista mundial

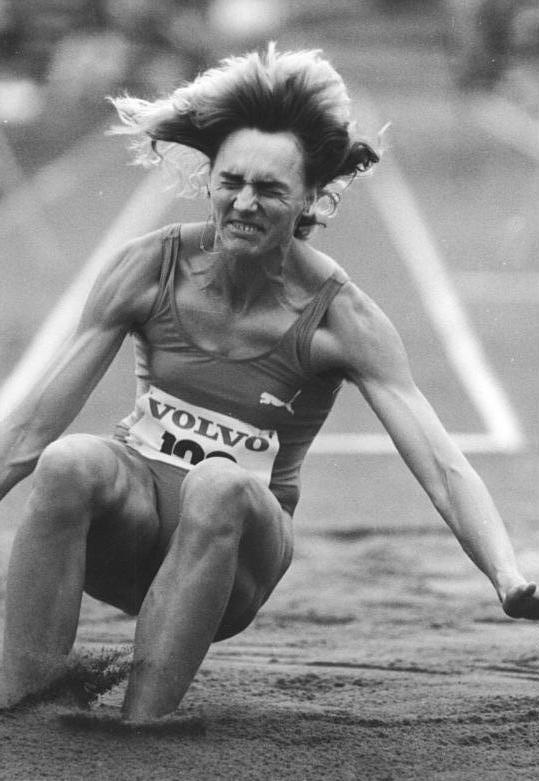
La atleta Heike Drechsler en un salto de longitud,1990.

Finalmente el récord llegaría un año más tarde, el 27 de septiembre de 1985 en Berlín Este, cuando superó en un centímetro el récord de Stanciu con 7'44. En ese año ganó el salto de longitud en la Copa del Mundo que se disputó en Camberra.
1986 iba a ser un año muy importante en su carrera deportiva, pues a partir de entonces decidió compaginar al más alto nivel la prueba de salto de longitud con las del velocidad, en las que era también una gran especialista. Y lo hizo de forma espectacular, ya que el 29 de junio igualó en Jena el récord mundial que tenía su compatriota Marita Koch en los 200 m con 21,71
Por estas fechas Drechsler volvió a batir su propio récord del mundo de salto de longitud, añadiéndole un centímetro (7'45) en Tallin. Pocos días después en Dresde igualó de nuevo esta marca.
Durante la primera edición de los Goodwill Games celebrada en Moscú ese año, realizó la mejor marca de su vida en los 100 m lisos con 10,91, la segunda mejor del mundo ese año, tras Evelyn Ashford.
En la competición más importante del año, los Campeonatos de Europa de Stuttgart, obtuvo un gran éxito al ganar dos medallas de oro, en salto de lontitud (con 7'27) y en 200 m (igualando otra vez el récord del mundo con 21,71)
Al año siguiente, en los Campeonatos del Mundo de Roma 1987, decidió participar solo en 100 m y salto de longitud, renunciando a los 200 m. Sin embargo Heike no ganó ninguna medalla de oro. En los 100 m solo fue 2.ª, derrotada por su compatriota Silke Gladish, que haría el doblete en 100 y 200 m. Más dolorosa aún fue la derrota en su mejor prueba, el salto de longitud, donde había aparecido una nueva estrella, la estadounidense Jackie Joyner-Kersee que ganó con unos espléndidos 7'36. Dreschler solo pudo ser bronce, pues también la superó la rusa Yelena Byelevskaya.

## Seúl 1988
En los Juegos Olímpicos de Seúl 1988, Drechsler se tuvo que enfrentar a dos norteamericanas que además casualmente eran cuñadas: Florence Griffith Joyner en las pruebas de velocidad, y Jackie Joyner-Kersee en el salto de longitud. En los 100 m fue medalla de bronce en una carrera dominada totalmente por la nueva reina del atletismo femenino mundial: Florence Griffith, que venía de batir el récord del mundo poco antes de los Juegos. Segunda fue la explusmarquista mundial y campeona en 1984 Evelyn Ashford. Las marcas de esta prueba no tuvieron validez debido al exceso de viento favorable.
En 200 m nada pudo hacer Heike Drechsler frente a Florence Griffith, que ya en las semifinales batió el récord del mundo con 21,56. Dos horas después, en la final ganó el oro dejando el récord en 21,34, que aún hoy continua vigente. La plata fue para la jamaicana Grace Jackson, y Heike Drechsler ganó otra medalla de bronce con 21,95
En salto de longitud Jackie Joyner-Kersee volvió a derrotarla con claridad, al igual que el año anterior. Heike ganó la plata, y la rusa Galina Chistyakova el bronce. Precisamente Chistyakova había sorprendido poco antes de los Juegos batiendo en Leningrado (actual San Petersburgo) el récord mundial con 7'52, quitándole el récord a Drechsler.
Heike Drechsler se fue de Seúl con una medalla de plata y dos de bronce. Tenía 23 años, y aún muchas oportunidades por delante.

## Barcelona 1992 y los años 90
Después de seis años compitiendo al máximo nivel mundial, decidió tomarse un respiro después de los Juegos de Seúl y no compitió en 1989, año en el que se quedó embarazada y tuvo a su hijo Toni, que nació el 1 de noviembre. 
En 1990 retornó a las competiciones con gran fuerza, ganando 13 de las 14 pruebas que disputó ese año. En los Campeonatos de Europa celebrados en Split, ganó su segundo título europeo en longitud con 7'30. Además en estos campeonatos consiguió su última medalla en una prueba individual de pista, la plata de los 200 m, donde ganó su compatriota Katrin Krabbe.
En los Campeonatos del Mundo de 1991 celebrados en Tokio, de nuevo volvió a toparse, como en Roma y en Seúl, con la americana Jackie Joyner-Kersee, que la venció por tres centímetros. Drechsler se fue de Tokio con la plata de la longitud y una medalla de bronce conseguida en los relevos 4 x 100 m, en la que sería su última participación en una prueba de pista. Ese año tuvo al menos el consuelo de acabar líder del ranking mundial por cuarta vez en su carrera, con un salto de 7'37 hecho en Sestriere.
En 1992 participó en Barcelona en sus segundos Juegos Olímpicos, centrada ya exclusivamente en el salto de longitud, y consiguió vengar la derrota de cuatro antes en Seúl ante Jackie Joyner. Drechsler ganó su primera medalla de oro olímpica, única que le faltaba por lograr, con un salto de 7'14. Segunda fue la ucraniana Inessa Kravets (7'12) y tercera Jackie Joyner (7'07). 
Además en ese año realizó en Lausana, un espectacular salto de 7'48, igualando su récord personal que databa de 1988, y que era la segunda marca mundial de todos los tiempos.
En 1993 volvió a ser la mejor del mundo. Ganó el oro de los Mundiales de Stuttgart, y fue líder del ranking mundial con 7'21 hechos en Zúrich.
En 1994 se proclamó en Helsinki campeona de Europa en longitud por tercera vez consecutiva con un salto de 7'14, en la misma ciudad donde se había dado a conocer al mundo once años antes. Esta vez su mejor salto del año fue de 7'29 realizado en Oslo, el segundo del ranking mundial tras Jackie Joyner.
En este mismo año 1994 volvió a demostrar su polivalencia como atleta y participó en Talence, Francia, en una importante reunión de pruebas combinadas que se disputa cada año en esta localidad, y sorprendió a todos ganando la competición de heptatlón con 6.741 puntos, la mejor marca mundial del año, superando a atletas consagradas en esta prueba como Sabine Braun o la propia Jackie Joyner, doble campeona olímpica de esta especialidad.
En 1995 de nuevo fue la dominadora en salto de longitud, líderando el ranking mundial por séptima vez en su carrera con 7'07 conseguidos en Linz, Austria. Sin embargo en la competición más importante del año, los campeonatos mundiales de Gotemburgo, tuvo bastante mala suerte, especialmente con el viento que cambiaba cada poco de dirección, y no pudo acceder a los tres saltos de mejora finales, quedando en una muy discreta 9.ª posición con una pobre marca de 6'64, algo del todo inusual en ella.
Empezó la temporada de 1996 con buenos resultados en pista cubierta (6'96 en Stuttgart) pero su temporada al aire libre fue casi inexistente debido a una lesión en la rodilla derecha, que la hizo estar varios meses sin competir. Se perdió de esta manera los Juegos Olímpicos de Atlanta.
Regresó a principios de 1997 con otra buena campaña indoor, pero tampoco ese verano conseguiría brillar. No tuvo un buen año, y solo acabó cuarta en los mundiales disputados en Atenas (los sextos mundiales que disputaba). Acabó la temporada sin haber logrado pasar ni una sola vez de los 7 metros.
Su resurgimiento se produjo en 1998. Tenía ya 33 años y volvió a la primera línea para conquistar en Budapest, el título de campeona de Europa por cuarta vez consecutiva con 7'16, un salto que fue el segundo mejor en el ranking mundial del año, solo superada por los 7'31 de Marion Jones. En la Copa del Mundo de Johannesburgo, Drechsler hizo una gran competición batiendo a la propia Marion Jones.
En 1999 volvieron las lesiones y ello limitó mucho sus actuaciones, pasando un año discreto con un mejor salto de 6'91, que ni siquiera estaba entre los diez mejores del ranking mundial.

## Sídney 2000
En los Juegos Olímpicos de Sídney 2000 no era ni mucho menos la favorita. A punto de cumplir los 36 años, parecía que saltadoras como Marion Jones, la italiana Fiona May, o la rusa Tatiana Kotova, tenían más opciones de ganar que ella. Sin embargo, en una competición extraña y de no demasiado nivel en cuando a marcas, Drechsler sorprendió ganando de nuevo una medalla de oro olímpica, tras la de Barcelona 92. Su salto de 6'99 fue suficiente para batir a Fiona May (plata) y a Marion Jones (bronce). Era la primera vez desde 1984 que la ganadora del oro olímpico no pasaba de los 7 metros.
Parecía que tras este enorme éxito, Heike podría poner punto final a su carrera. Sin embargo siguió compitiendo, aunque ya no volvería a realizar grandes marcas ni a conseguir medallas. Estuvo presente en los mundiales del 2001 en Edmonton, aunque se lesionó en la calificación y tuvo que abandonar. Acabó el 2001 en el puesto 14 del ranking mundial con 6'79.
Su despedida de las grandes competiciones tuvo lugar en los Campeonatos de Europa de Múnich 2002, donde finalizó en una meritoria 5.ª plaza para una atleta con ya 37 años (recordemos que había sido cuarta veinte años antes, en Atenas)
En los campeonatos mundiales de París 2003 fue baja por una lesión en el tendón de Aquiles. 

## Retirada
Tenía el objetivo retirarse después de participar en los Juegos Olímpicos de Atenas 2004, con 39 años. Sin embargo pocos meses antes se dio cuenta de que ya no estaba en condiciones de competir a un nivel tan alto y renunció a participar. Se retiró ese mismo año tras disputar varias competiciones en diversas ciudades. El 12 de septiembre durante la reunión atlética de Berlín, recibió un caluroso homenaje por parte de los 60.000 espectadores que presenciaron su despedida de las pistas. 
En los mundiales de Helsinki 2005 fue comentarista de la cadena Eurosport. Actualmente vive en la ciudad alemana de Karlsruhe.
Tiene un hijo, Toni, que nació en 1989. Más tarde ella y su marido Andreas se divorciaron, y se relacionó sentimentalmente con su entrenador, el ex-decatleta francés Alain Blondel. 
Heike Drechsler es una de las atletas más extraordinarias que ha habido, primero por su gran precocidad y luego por una longevidad deportiva asombrosa. A lo largo de los años fueron apareciendo y desapareciendo rivales siendo ella la única que se mantenía, como si el tiempo no pasara. De haber participado en los Juegos de Los Ángeles '84 y en los de Atlanta '96 su palmarés probablemente sería aún mejor. 
Además hay que unir la polivalencia que le permitió brillar al mismo tiempo en el salto de longitud y en la velocidad, e incluso a mediados de los noventa en algunas competiciones de pruebas combinadas.

## Competiciones
| Año  | Competición                             | Lugar         | Puesto                                    | Marca                |
| ---- | --------------------------------------- | ------------- | ----------------------------------------- | -------------------- |
| 1982 | Campeonatos de Europa En pista cubierta | Milán         | 5.ª en Longitud                           | 6.33                 |
| 1982 | Campeonatos de Europa                   | Atenas        | 4.ª en Longitud                           | 6.71                 |
| 1983 | Campeonatos de Europa En pista cubierta | Gotemburgo    | 3.ª en Longitud                           | 6.61                 |
| 1983 | Campeonatos del Mundo                   | Helsinki      | 1.ª en Longitud                           | 7'27 (v)             |
| 1985 | Campeonatos de Europa En pista cubierta | Pireo         | 3.ª en Longitud                           | 6.97                 |
| 1985 | Copa del Mundo                          | Camberra      | 1.ª en Longitud                           | 7'27                 |
| 1986 | Campeonatos de Europa En pista cubierta | Madrid        | 1.ª en Longitud                           | 7.18                 |
| 1986 | Campeonatos de Europa                   | Stuttgart     | 1.ª en 200 m 1.ª en Longitud              | 21,71 7.27           |
| 1987 | Campeonatos de Europa En pista cubierta | Liévin        | 1.ª en Longitud                           | 7.12                 |
| 1987 | Campeonatos del Mundo En pista cubierta | Indianápolis  | 1.ª en 200 m 1.ª en Longitud              | 22,27 7.10           |
| 1987 | Campeonatos del Mundo                   | Roma          | 2.ª en 100 m 3.ª en Longitud              | 11,00 7.13           |
| 1988 | Campeonatos de Europa En pista cubierta | Budapest      | 1.ª en Longitud                           | 7.30                 |
| 1988 | Juegos Olímpicos                        | Seúl          | 3.ª en 100 m 3.ª en 200 m 2.ª en Longitud | 10,85 (v) 21,95 7.22 |
| 1990 | Campeonatos de Europa                   | Split         | 2.ª en 200 m 1.ª en Longitud              | 22,19 7.30           |
| 1991 | Campeonatos del Mundo En pista cubierta | Sevilla       | 2.ª en Longitud                           | 6.82                 |
| 1991 | Campeonatos del Mundo                   | Tokio         | 2.ª en Longitud 3.ª en 4 x 100 m          | 7.29 42,33           |
| 1992 | Juegos Olímpicos                        | Barcelona     | 1.ª en Longitud                           | 7.13                 |
| 1992 | Copa del Mundo                          | La Habana     | 1.ª en Longitud                           | 7'16                 |
| 1993 | Campeonatos del Mundo                   | Stuttgart     | 1.ª en Longitud                           | 7.11                 |
| 1994 | Campeonatos de Europa En pista cubierta | París         | 1.ª en Longitud                           | 7.06                 |
| 1994 | Campeonatos de Europa                   | Helsinki      | 1.ª en Longitud                           | 7.14                 |
| 1997 | Campeonatos del Mundo En pista cubierta | París         | 7.ª en Longitud                           | 6.63                 |
| 1997 | Campeonatos del Mundo                   | Atenas        | 4.ª en Longitud                           | 6.89                 |
| 1998 | Campeonatos de Europa                   | Budapest      | 1.ª en Longitud                           | 7.16                 |
| 1998 | Copa del Mundo                          | Johannesburgo | 1.ª en Longitud                           | 7'07                 |
| 2000 | Campeonatos de Europa En pista cubierta | Gante         | 2.ª en Longitud                           | 6.86                 |
| 2000 | Juegos Olímpicos                        | Sídney        | 1.ª en Longitud                           | 6.99                 |
| 2001 | Campeonatos del Mundo En pista cubierta | Lisboa        | 5.ª en Longitud                           | 6.75                 |
| 2002 | Campeonatos de Europa                   | Múnich        | 5.ª en Longitud                           | 6.64                 |

## Marcas personales
- 100 metros - 10,91 (Moscú, 06 Jul 1986)
- 200 metros - 21,71 (Stuttgart Aug 29, 1986)
- Salto de longitud - 7'48 (Neubrandenburgo, 09 Jul 1988)
- Heptatlón - 6.741 (Talence, 11 Sep 1994)

## Récords del mundo
200 metros:
- 21,71 (=) - Jena, 29 Jun 1986
- 21,71 (=) - Stuttgart, 28 Ago 1986

- (en pista cubierta) 22,27 - Indianápolis, 07 Mar 1987

Salto de longitud:
- 7'44 - Berlín, 22 Sep 1985
- 7'45 - Tallin, 22 Jun 1986
- 7'45 (=) - Dresde, 03 Jul 1986

- (en pista cubierta) 7'32 - Nueva York, 27 Feb 1987
- (en pista cubierta) 7'37 - Viena, 13 Feb 1988